# Азовец (стадион, Мариуполь)
Стадион «Азовец» — футбольный стадион в Мариуполе, домашняя арена молодёжных команд футбольного клуба «Ильичёвец». Вмещает 1660 зрителей, места для которых оборудованы индивидуальными пластиковыми сиденьями. На месте стадиона ещё с конца XIX века был размещен циклодром (велотрек), позже — стадионы с разными названиями.
В конце XIX века в центре Мариуполя, недалеко от городского сада, на месте нынешнего стадиона «Азовец» был построен велотрек для соревнований по велосипедным гонкам. Однако моряки английских судов, стоявших в мариупольском порту, арендовали поле для игры в футбол.
Позже на этом месте существовали стадионы с разными названиями — площадка Софико, «Динамо», «Строитель», «Локомотив». Последней названием арены стала современная — «Азовец». Во времена независимой Украины свои матчи на этом стадионе проводила команда «Ильичёвец-2», а затем, после её расформирования, хозяевами арены стали молодёжные команды «Ильичёвца».
Кроме 1660 индивидуальных зрительских сидений на стадионе в 2004 году было установлено электронное табло с размером графического поля 9600×1440 мм. По состоянию на май 2013 года искусственное освещение на стадионе отсутствует.
19 февраля 2010 стадион «Азовец» стал участником неприятного инцидента: в три часа дня в милицию позвонил неизвестный и сообщил, что арену заминировали. На стадион выехали оперативные службы, которые окружили его и начали проверку на присутствие взрывного устройства, информация не подтвердилась.